# Ingeborg Ingrid Crause
Ingeborg Ingrid Crause é uma ex-voleibolista brasileira que conquistou pela Seleção Brasileira Feminina de Voleibol a medalha de ouro no Campeonato Sul-Americano de Voleibol Feminino de 1958 e 1961, e nos Jogos Pan-Americanos de 1963.

## Carreira
Em 1954 iniciou sua carreira no Tijuca Tênis Clube e somente no Botafogo obteve maior projeção no esporte. Foi Tri-campeã Universitária, foi convocada para a Seleção Brasileira onde ajudou na conquista de títulos importantes como os títulos Sul-Americanos e Pan-Americano vestindo a camisa de número 11 também disputou o Campeonato Mundial de Voleibol Feminino de 1960.

## Títulos e Resultados
Campeonato Mundial de Voleibol Feminino
- 1960-5º Lugar (Rio de Janeiro,  Brasil) [7]